# Volo United Airlines 232
Il volo United Airlines 232 era un volo di linea della United Airlines tra Denver e Filadelfia, con scalo a Chicago. Il 19 luglio 1989 il McDonnell Douglas DC-10 che operava il volo si è schiantato durante l'atterraggio di emergenza all'aeroporto di Sioux City, dopo aver subito un guasto catastrofico al motore montato sulla coda a causa di un difetto di fabbricazione non notato nel disco della ventola del motore, che ha provocato la perdita di molti controlli di volo. Dei 296 passeggeri e dell'equipaggio a bordo, 112 morirono nell'incidente, mentre 184 persone sopravvissero. 13 passeggeri sono rimasti illesi. È stato l'incidente aereo più mortale nella storia della United Airlines.
Nonostante le vittime, l'incidente è considerato un buon esempio di gestione riuscita delle risorse dell'equipaggio. La maggior parte delle persone a bordo è sopravvissuta; i piloti collaudatori esperti nei simulatori non sono stati in grado di riprodurre un atterraggio sopravvissuto. È stato definito "L'atterraggio impossibile" poiché è considerato uno degli atterraggi più impressionanti mai effettuati nella storia dell'aviazione.

## L'aeromobile
Il velivolo coinvolto nell'incidente era un McDonnell Douglas DC-10-10 con codice di registrazione N1819U e MSN 44618 motorizzato da tre General Electric CF6-6D. Il velivolo è stato consegnato alla United Airlines nel 1971. Al momento dell'incidente il DC-10 aveva 18 anni e volato per un totale di 43.401 ore e 16.997 cicli.
Il DC-10 utilizzava tre sistemi idraulici indipendenti, ciascuno alimentato da uno dei tre motori dell'aereo, per alimentare il movimento dei controlli di volo dell'aereo. In caso di perdita di potenza del motore o di guasto della pompa primaria, una ram air turbine può fornire energia elettrica di emergenza per le pompe ausiliarie alimentate elettricamente. Questi sistemi sono stati progettati per essere ridondanti, in modo tale che se due sistemi idraulici fossero inutilizzabili, l'unico sistema idraulico rimanente consentirebbe comunque il pieno funzionamento e controllo dell'aereo. Tuttavia, almeno un sistema idraulico deve avere la presenza di fluido e la capacità di mantenere la pressione del fluido per controllare l'aereo. Come altri aerei da trasporto widebody dell'epoca, il DC-10 non era progettato per tornare al controllo manuale non assistito in caso di guasto idraulico totale. Il sistema idraulico del DC-10 è stato progettato e dimostrato alla Federal Aviation Administration (FAA) come conforme alle normative secondo cui "nessun singolo guasto o malfunzionamento [del motore] o probabile combinazione di guasti metterà a repentaglio il funzionamento sicuro dell'aereo..."

## L'equipaggio
Il capitano del volo 232, Alfred C. "Al" Haynes, 57 anni, fu assunto dalla United Airlines nel 1956. Aveva molta esperienza e aveva 29.967 ore di volo totali con la United, di cui 7.190 sul DC-10.
Il copilota di Haynes era il primo ufficiale William R. "Bill" Records, 48 anni. Stimò di avere circa 20.000 ore di volo totale. Fu assunto per la prima volta dalla National Airlines nel 1969. Successivamente lavorò per la Pan American World Airways. È stato assunto dallo United nel 1985 e aveva accumulato 665 ore come primo ufficiale del DC-10 mentre era allo United.
L'ingegnere di volo Dudley J. Dvorak, 51 anni, è stato assunto dalla United Airlines nel 1986. Stimò di avere circa 15.000 ore di volo totali. Mentre lavorava per la United, aveva accumulato 1.903 ore come ingegnere di volo sul Boeing 727 e 33 ore come ingegnere di volo sul DC-10.
Dennis E. Fitch o soprannominato "Denny", 46 anni, un aviatore di controllo dell'addestramento a bordo del volo 232 come passeggero, fu assunto dalla United nel 1968. Stimò che, prima di lavorare per la United, avesse maturato almeno 1.400 ore di volo tempo con l'Air National Guard, con un tempo di volo totale di circa 23.000 ore. Il suo tempo totale nel DC-10 con lo United è stato di 2.987 ore, comprese 1.943 ore maturate come ingegnere di volo, 965 ore come primo ufficiale e 79 ore come capitano. Fitch aveva appreso dell'incidente del Volo Japan Air Lines 123 nel 1985, causato da una catastrofica perdita di controllo idraulico, e si era chiesto se fosse possibile controllare un aereo utilizzando solo le manette. Si era allenato con condizioni simili su un simulatore.
A bordo del volo c'erano anche otto assistenti di volo.

## Il volo

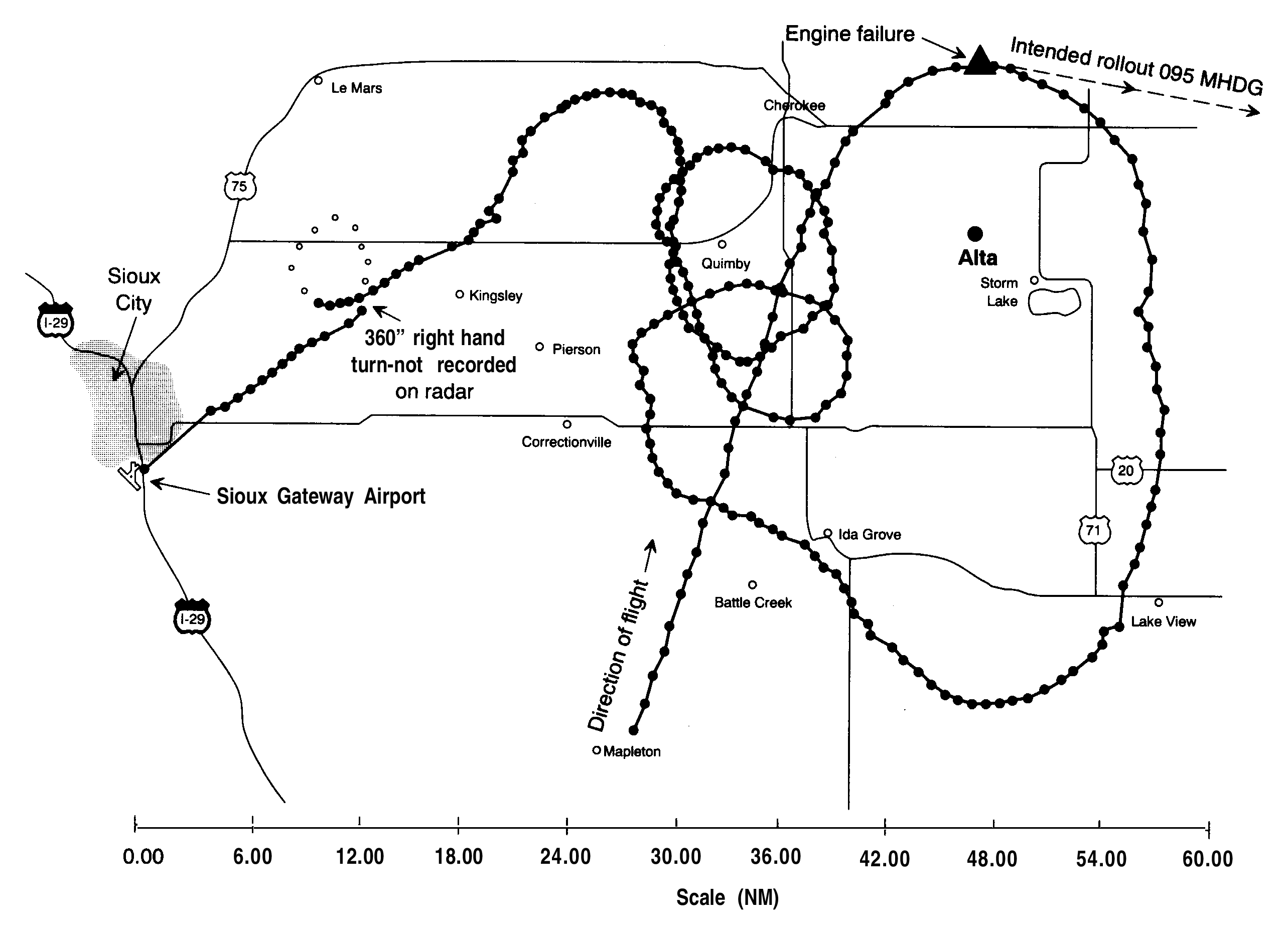
Tracciato del Volo 232 dal rapporto finale dell'NTSB

### Decollo e guasto al motore
Il volo United Airlines 232 decollò alle 14:09 dall'aeroporto internazionale di Stapleton, Denver, con destinazione Filadelfia e scalo intermedio a Chicago. Il velivolo decollò regolarmente e salì alla quota di crociera di 37.000 piedi (11.000 m) ad una velocità di 270 KIAS.
Alle 15:16, mentre l'aereo stava effettuando una leggera virata a destra alla sua altitudine di crociera di 37.000 piedi, il disco della ventola del suo motore General Electric CF6-6 montato sulla coda si disintegrò in modo esplosivo. Il guasto non contenuto ha provocato la partenza del disco della ventola del motore dall'aereo, strappando componenti comprese parti del sistema idraulico n. 2 e tubi di alimentazione nel processo; questi furono successivamente ritrovati vicino ad Alta (Iowa). I detriti del motore sono penetrati nella sezione di coda dell'aereo in numerosi punti, compreso lo stabilizzatore orizzontale, recidendo le linee del sistema idraulico n. 1 e n. 3 nel punto in cui passavano attraverso lo stabilizzatore orizzontale.

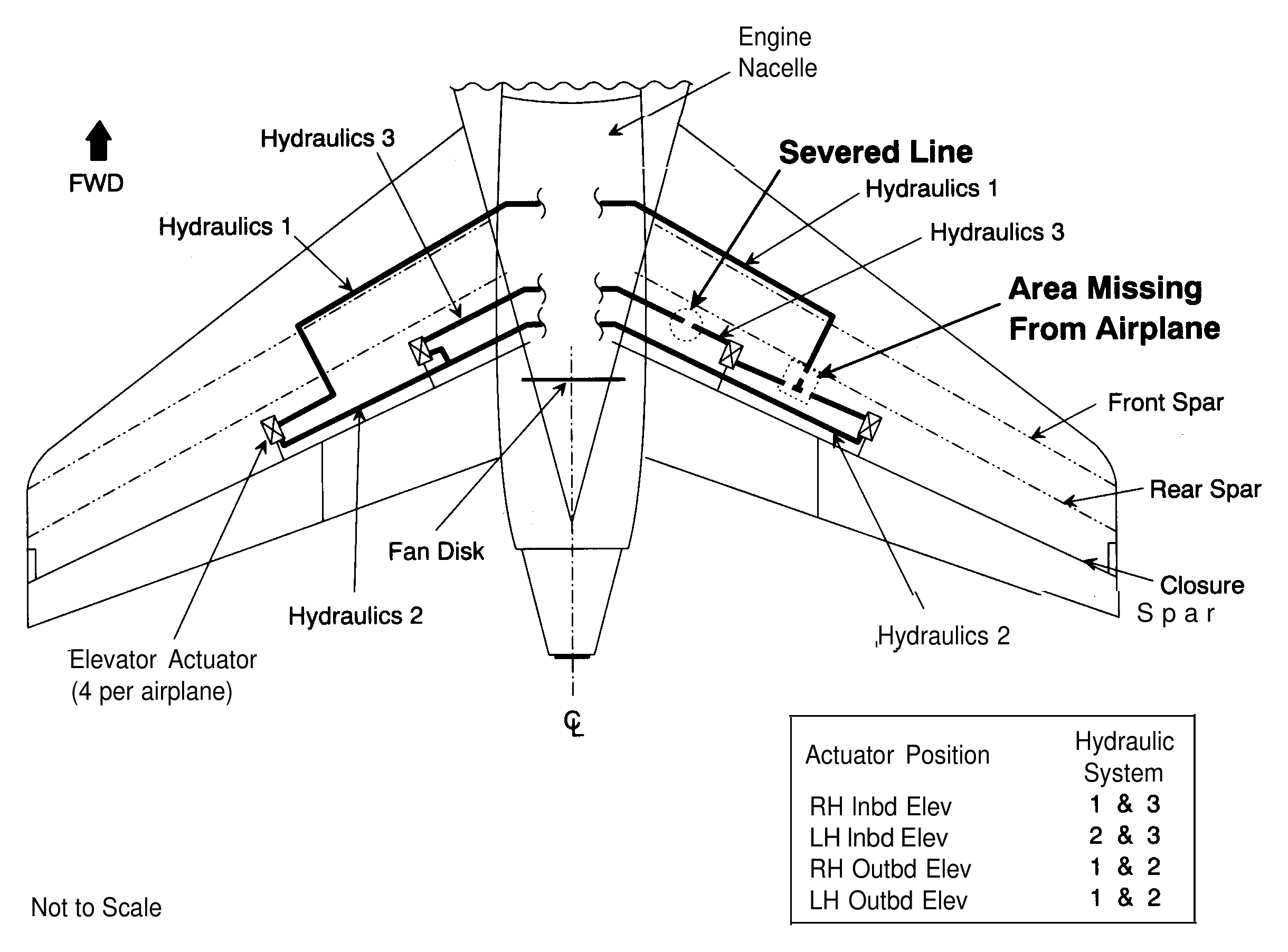
Danni alla parte posteriore dell'aereo, dal rapporto NTSB

I piloti avvertirono una scossa e il pilota automatico si disattivò. Quando il primo ufficiale Records prese possesso della sua colonna di controllo, il capitano Haynes si concentrò sul motore di coda, i cui strumenti indicavano che non funzionava correttamente; ha scoperto che i comandi dell'acceleratore e dell'alimentazione del carburante erano inceppati. Su suggerimento di Dvorak, una valvola per il carburante al motore di coda fu chiusa. Questa parte dell'emergenza è durata 14 secondi.

### Tentativi di controllare l'aereo

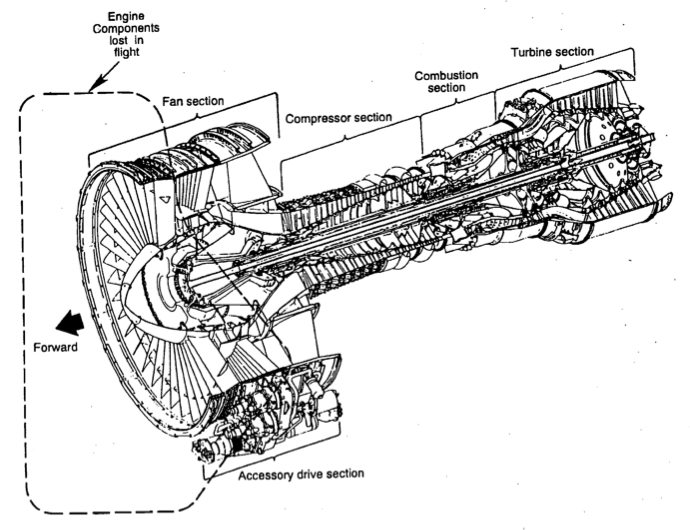
Diagramma che mostra i componenti del motore persi in volo, dal rapporto NTSB.

Nel frattempo, Records scoprì che l'aereo non rispondeva alla sua barra di comando. Anche con la colonna di controllo ruotata completamente a sinistra, comandando l'alettone al massimo verso sinistra, e tirata completamente indietro, comandando al massimo l'equilibratore in salita - input che non sarebbero mai stati utilizzati insieme nel volo normale - l'aereo virava a destra con il naso che cade. Haynes ha tentato di livellare l'aereo con la propria colonna di controllo, quindi sia Haynes che Records hanno provato a usare le loro colonne di controllo insieme, ma l'aereo ancora non ha risposto. Temendo che l'aereo potesse rotolare in una posizione completamente invertita (una situazione irrecuperabile), l'equipaggio ridusse al minimo il motore montato sull'ala sinistra e applicò la massima potenza al motore destro. Ciò ha causato il livellamento lento dell'aereo.

Foto del volo 232 con indicati i danni alla coda del velivolo

Mentre Haynes e Records eseguivano la lista di controllo per l'arresto del motore guasto, Dvorak osservò che gli indicatori di pressione e quantità del fluido in tutti e tre i sistemi idraulici indicavano zero. La perdita di tutto il fluido idraulico significava che le superfici di controllo non erano operative. L'equipaggio di volo ha utilizzato il generatore ad aria del DC-10 nel tentativo di ripristinare la potenza idraulica alimentando le pompe idrauliche ausiliarie, ma senza successo. L'equipaggio contattò via radio il personale di manutenzione della United Airlines, ma gli fu detto che la possibilità di una perdita totale dell'impianto idraulico in un DC-10 era considerata così remota che non era stata stabilita alcuna procedura per un simile evento.
L'aereo tendeva a virare a destra e oscillava lentamente verticalmente in un modo fugoide, caratteristico degli aerei in cui si perde il comando della superficie di controllo. Ad ogni ripetizione del ciclo, l'aereo perdeva circa 460 m di altitudine. Fitch, un esperto capitano della United Airlines e istruttore di volo del DC-10, era tra i passeggeri e si offrì volontario per assistere. Il messaggio è stato trasmesso dall'assistente di volo senior Jan Brown Lohr all'equipaggio di volo, che ha invitato Fitch nella cabina di pilotaggio; è arrivato e ha iniziato ad assistere verso le 15:29.
Haynes chiese a Fitch di osservare gli alettoni attraverso i finestrini della cabina passeggeri per vedere se gli input di controllo avevano qualche effetto. Fitch riferì che gli alettoni non si muovevano affatto. Ciononostante, l'equipaggio continuò a manipolare le proprie colonne di controllo per il resto del volo, sperando almeno in qualche effetto. Haynes ha quindi chiesto a Fitch di prendere il controllo delle manette in modo che Haynes potesse concentrarsi sulla sua colonna di controllo. Con una valvola a farfalla in ciascuna mano, Fitch è stato in grado di mitigare il ciclo fugoide e apportare modifiche approssimative allo sterzo.
È stato contattato il controllo del traffico aereo (ATC) ed è stato organizzato un atterraggio di emergenza nel vicino Aeroporto di Sioux Gateway.

### Atterraggio di fortuna
Quando l'equipaggio iniziò a prepararsi per l'arrivo all'aeroporto di Sioux Gateway, si chiese se dovesse utilizzare il carrello di atterraggio o far atterrare l'aereo a pancia in giù con il carrello retratto. Decisero che abbassare il carrello di atterraggio avrebbe fornito un certo assorbimento degli urti all'impatto. Il completo guasto idraulico ha reso inoperativo il meccanismo di abbassamento del carrello di atterraggio. L'equipaggio di volo aveva a disposizione due opzioni. Il DC-10 è progettato in modo tale che, se si perde la pressione idraulica del carrello di atterraggio, il carrello cadrà leggermente e poggerà sulle porte del carrello di atterraggio. Posizionando la normale maniglia del carrello di atterraggio in posizione abbassata si sbloccheranno le porte meccanicamente, e le porte e il carrello di atterraggio cadranno in posizione e si bloccheranno a causa della gravità. È disponibile anche un sistema alternativo che utilizza una leva sul pavimento della cabina di pilotaggio per far cadere in posizione il carrello di atterraggio. Questa leva ha il vantaggio aggiuntivo di sbloccare gli alettoni esterni, che non vengono utilizzati nel volo ad alta velocità e sono bloccati in posizione neutra. L'equipaggio sperava che potesse esserci del fluido idraulico intrappolato negli alettoni fuoribordo e che avrebbero potuto riacquistare un po' di utilizzo dei controlli di volo sbloccandoli. Hanno scelto di estendere la marcia con il sistema alternativo. Sebbene l'equipaggiamento sia stato schierato con successo, non si è verificato alcun cambiamento nella controllabilità dell'aereo.
L'atterraggio era originariamente previsto per la pista 31, alta 2.700 m. Le difficoltà nel controllo dell'aereo rendevano quasi impossibile l'allineamento con la pista. Mentre scaricava parte del carburante in eccesso, l'aereo ha eseguito una serie di virate per lo più a destra (virare l'aereo in questa direzione era più facile) con l'intenzione di allinearsi con la Pista 31. Quando hanno finito si sono invece allineati con la Pista 22 chiusa. e aveva poca capacità di manovra. I camion dei pompieri erano stati posizionati sulla pista 22, anticipando un atterraggio sulla vicina pista 31, quindi tutti i veicoli sono stati rapidamente spostati via prima che l'aereo atterrasse. La pista 22 era stata chiusa definitivamente un anno prima.
L'ATC ha inoltre informato che un'autostrada interstatale a quattro corsie correva da nord a sud appena ad est dell'aeroporto, sulla quale avrebbero potuto atterrare se non avessero pensato di poter raggiungere la pista. Il capitano Haynes rispose che in quel momento stavano sorvolando l'autostrada e che avrebbero invece provato a prendere la pista.
Fitch ha continuato a controllare la discesa dell'aereo regolando la spinta del motore. Con la perdita di tutta l'idraulica, i flap non potevano essere estesi e poiché i flap controllano sia la velocità di avanzamento minima richiesta che il tasso di caduta, l'equipaggio non era in grado di controllare né la velocità relativa né il tasso di caduta. All'avvicinamento finale, la velocità di avanzamento dell'aereo era di 220 nodi (250 mph; 410 km/h) e aveva un tasso di caduta di 1.850 piedi al minuto (9,4 m/s), mentre un atterraggio sicuro avrebbe richiesto 140 nodi (160 mph; 260 km/h) e 300 piedi al minuto (1,5 m/s). Qualche istante prima dell'atterraggio, il rollio a destra improvvisamente peggiorò in modo significativo e l'aereo iniziò a beccheggiare in avanti in picchiata; Fitch se ne rese conto e spinse entrambe le manette alla massima potenza in ultimo disperato tentativo di livellare l'aereo. Erano ormai le 16:00.
I motori non furono in grado di rispondere ai comandi di Fitch in tempo per fermare il rollio e l'aereo colpì il suolo con l'ala destra, versando carburante che si incendiò immediatamente. La sezione di coda si staccò a causa della forza dell'impatto e il resto dell'aereo rimbalzò più volte, perdendo il carrello di atterraggio e le gondole del motore e rompendo la fusoliera in diversi pezzi principali. All'impatto finale, l'ala destra si è staccata e la parte principale dell'aereo è scivolata lateralmente, si è ribaltata sul dorso ed è scivolata fino a fermarsi capovolta in un campo di mais a destra della pista 22. Testimoni hanno riferito che l'aereo "ruotava" da un capo all'altro, ma l'indagine non lo ha confermato. Le segnalazioni erano dovute ad un'errata interpretazione del video dell'incidente che mostrava l'ala destra in fiamme che rotolava da un capo all'altro e l'ala sinistra intatta, ancora attaccata alla fusoliera, arrotolandosi e capovolgendosi mentre la fusoliera si ribaltava.

## Morti e feriti

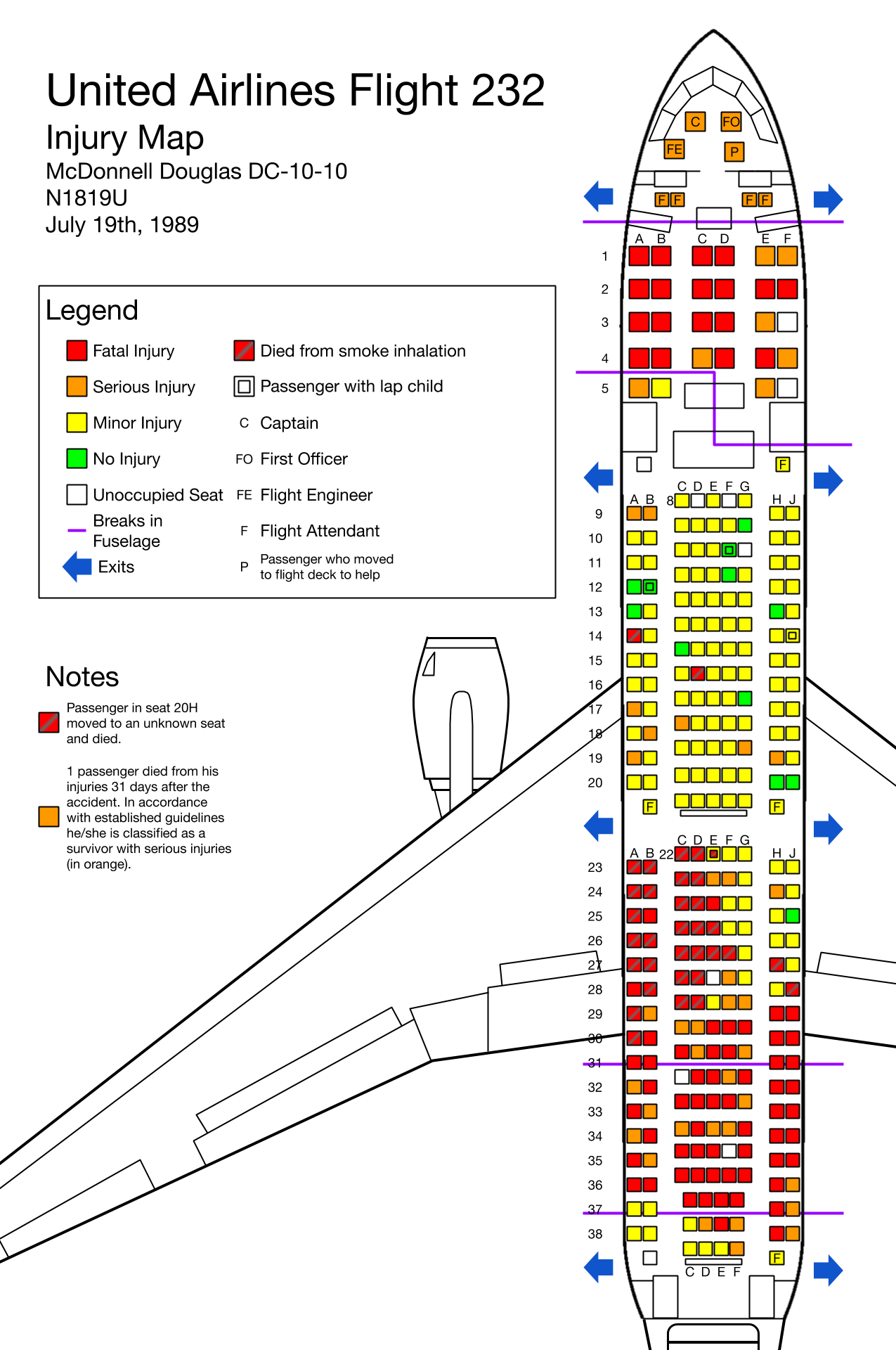
Posizioni dei passeggeri indicate per gravità/assenza di lesioni e motivo della morte dal rapporto NTSB.

Delle 296 persone a bordo, 112 morirono nell'incidente. La maggior parte è rimasta uccisa dalle ferite riportate durante i molteplici impatti, ma 35 persone nella sezione centrale della fusoliera direttamente sopra i serbatoi del carburante sono morte per inalazione di fumo nell'incendio post-incidente. Di questi, 24 non hanno riportato ferite traumatiche da corpo contundente. La maggior parte dei 184 sopravvissuti erano seduti dietro la prima classe e davanti alle ali. Molti passeggeri sono riusciti a uscire attraverso le crepe nella struttura.
Di tutti i passeggeri:
- 35 morirono a causa dell'inalazione di fumo (nessuno era in prima classe).
- 76 sono morti per motivi diversi dall'inalazione di fumo (17 in prima classe).
- Uno è morto un mese dopo l'incidente.
- 47 sono rimasti feriti gravemente (otto in prima classe).
- 125 hanno riportato ferite lievi (uno in prima classe).
- 13 non hanno avuto infortuni (nessuno in prima classe).

I passeggeri deceduti per ragioni diverse dall'inalazione di fumo erano seduti nelle file 1–4, 24–25 e 28–38. I passeggeri morti a causa dell'inalazione di fumo erano seduti nelle file 14, 16 e 22-30. La persona assegnata al posto 20H si è spostata in un posto sconosciuto ed è morta per inalazione di fumo.
Un sopravvissuto all'incidente è morto un mese dopo l'incidente; è stato classificato secondo le normative NTSB come sopravvissuto con ferite gravi.
Cinquantadue bambini, inclusi quattro "lap children" senza posto proprio, erano a bordo del volo a causa di una promozione della United Airlines per la "Giornata dei bambini". Undici bambini, compreso un bambino in braccio, morirono. Molti dei bambini viaggiavano da soli.
I soccorritori non hanno identificato i detriti che costituivano i resti della cabina di pilotaggio, con i quattro membri dell'equipaggio vivi all'interno, fino a 35 minuti dopo l'incidente. Tutti e quattro si ripresero dalle ferite e alla fine tornarono in servizio di volo.

## L'inchiesta

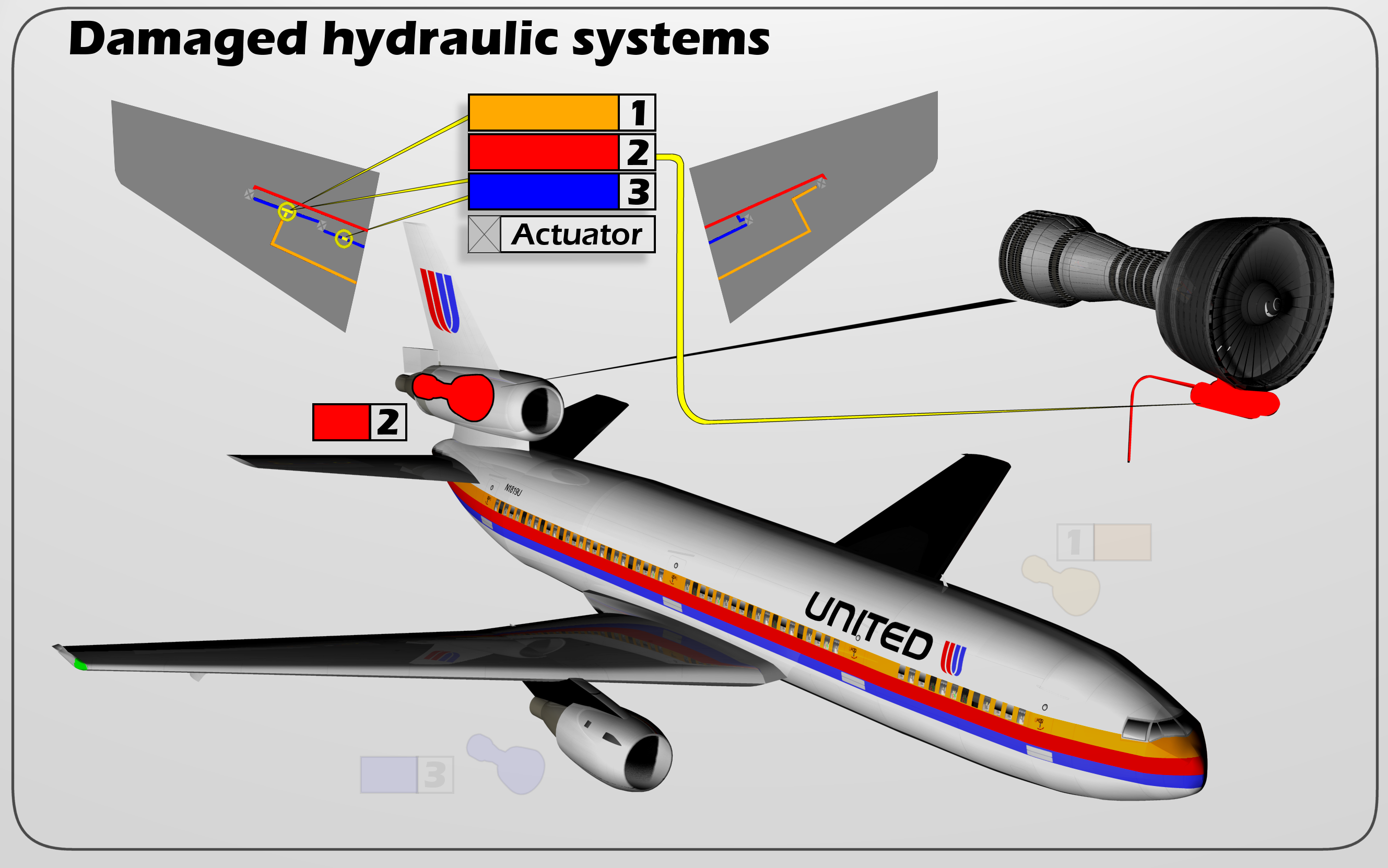
Sistemi idraulici danneggiati nel DC-10

Le indagini vennero condotte dall'NTSB che inviò gli investigatori il giorno stesso dell'incidente.
La commissione di inchiesta entrò in possesso di numerose fotografie scattate mentre l'aereo era in fase di avvicinamento; da esse emerse che alcune parti del motore numero 2 (quello posizionato sotto il timone di coda) erano già mancanti prima che l'aereo impattasse al suolo e molto probabilmente ciò era da ricondurre all'esplosione udita dall'equipaggio in volo.
Analizzando i registri di manutenzione emerse che il motore numero 2 (S/N 451-243) era già stato utilizzato su di un altro DC-10 della United Airlines e che era stato montato sull'aereo del volo 232 nell'ottobre del 1988. Al momento dell'incidente aveva accumulato 42.436 ore e 16.899 cicli di volo.

L'analisi delle scatole nere unita alle testimonianze dirette dei piloti ha evidenziato che prima dell'esplosione tutti e tre i motori avevano un funzionamento regolare e che l'unica anomalia riscontrata era dovuta all'automanetta che non era in grado di mantenere in modo stabile la velocità; questo problema era già noto ai tecnici della United Airlines che il 19 giugno avevano già effettuato una riparazione accertando che il guasto era stato risolto.

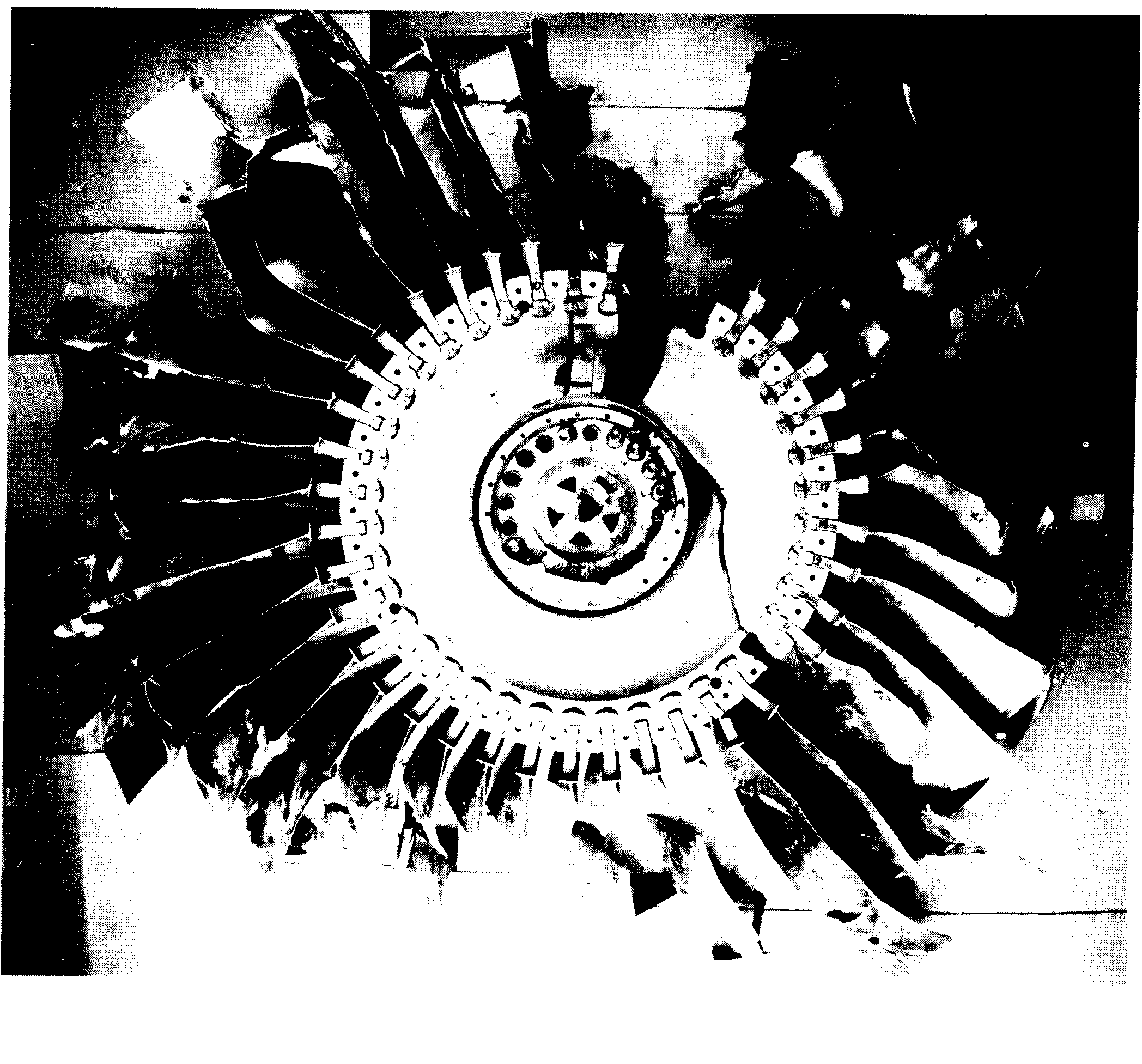
Fotografia della sezione della ventola del motore n.2 nella quale si possono notare le fratture tra le palette ed il disco

### Componente guasto
Le origini del disco distrutto sono incerte a causa di significative irregolarità e lacune, annotate nel rapporto NTSB, nei registri di produzione di GE Aircraft Engines (GEAE) e dei suoi fornitori. I registri trovati dopo l'incidente indicavano che due pezzi forgiati grezzi il numero di serie del disco distrutto era stato inoltrato alla produzione GEAE. I registri indicavano che Alcoa fornì a GE forgiati in titanio TIMET per un disco con il numero di serie del disco distrutto. Alcuni documenti mostrano che questo disco "è stato rifiutato per un'indicazione ecografica insoddisfacente", che un laboratorio esterno ha eseguito un'ispezione ecografica di questo disco, che questo disco è stato successivamente restituito a GE e che questo disco avrebbe dovuto essere rottamato. Il rapporto della FAA affermava: "Non esiste alcuna registrazione di richieste di garanzia da parte di GEAE per materiale difettoso e nessuna registrazione di alcun credito per GEAE elaborato da Alcoa o TIMET".
I registri GE del secondo disco con il numero di serie del disco distrutto indicano che è stato realizzato con una billetta di titanio della RMI Titanium Company fornita da Alcoa. La ricerca sui registri di GE ha mostrato che nessun'altra parte in titanio è stata prodotta presso GE da questa billetta di titanio RMI durante il periodo dal 1969 al 1990. I registri di GE indicano che la finitura finale e l'ispezione del disco di protezione furono completate l'11 dicembre 1971. I registri di Alcoa indicano che questa billetta in titanio RMI fu tagliata per la prima volta nel 1972 e che tutti i pezzi forgiati realizzati con questo materiale erano per parti della cellula. Se i registri Alcoa fossero accurati, il titanio RMI non avrebbe potuto essere utilizzato per produrre il disco di arresto, indicando che il disco TIMET inizialmente rifiutato con "un'indicazione ultrasonica insoddisfacente" era il disco coinvolto nell'incidente.
I motori CF6 come quello contenente il disco distrutto furono utilizzati per alimentare molti aerei civili e militari al momento dell'incidente. A causa del timore che l'incidente potesse ripetersi, un gran numero di dischi in servizio sono stati esaminati mediante ultrasuoni per individuare eventuali difetti. Si è scoperto che i dischi delle ventole di almeno altri due motori presentavano difetti simili a quelli del disco di protezione. La definizione delle priorità e l'efficienza delle ispezioni dei numerosi motori sospettati sarebbero state aiutate dalla determinazione della fonte di titanio del disco di protezione. Le analisi chimiche del crash disk destinate a determinarne l'origine non sono state conclusive. Il rapporto NTSB afferma che se i dischi esaminati non provenissero dalla stessa fonte, "le registrazioni su un gran numero di dischi GEAE sono sospette.
Ciò significa anche che qualsiasi azione AD (Airworthiness Directive) basata sul numero di serie di un disco potrebbe non riuscire ad avere l'effetto previsto perché i dischi sospetti potrebbero rimanere in servizio." Il rapporto della FAA non affrontava esplicitamente l'effetto di queste incertezze sulle operazioni degli aerei militari che avrebbero potuto contenere un disco sospetto.

### Il motore nº 2

Schema di un motore simile a quelli installati sul DC-10

I motori turboventola come quelli installati sul DC-10 sono formati da 4 parti principali: ventola (fan), compressore (Compressor), camera di combustione (Combustion Chamber) e turbina (Turbine). La sezione della ventola serve per aiutare il motore a prelevare aria dall'esterno incanalandola verso il compressore. Sia il compressore che la ventola sono formate da palette sistemate a raggiera attorno ad un unico albero motore che ha il compito di collegarle insieme.
Nel caso del volo United Airlines 232 le ispezioni dell'NTSB accertarono che al motore numero 2 mancava il disco della ventola (fan), il quale non poteva essersi distaccato durante l'atterraggio poiché la coda dell'aereo era rimasta intatta. Trovare il pezzo mancante sarebbe stato di aiuto alle indagini e così venne offerta una ricompensa di 120.000 dollari a chiunque avesse indicato il luogo dove trovarlo. Tre mesi dopo due contadini lo ritrovarono, insieme a diverse palette, in un campo.
L'inchiesta poté quindi accertare che il disco si era rotto a metà e i pezzi del motore erano schizzati in tutte le direzioni, andando a colpire i sistemi idraulici del velivolo.

### Il sistema idraulico
Le ispezioni visive appurarono che i frammenti scagliati dal motore danneggiarono gravemente anche i tubi dei sistemi idraulici che passavano sotto al motore, causando la perdita del fluido utile per controllare le superfici di controllo. Il DC-10 utilizza tre sistemi idraulici, ridondanti, i quali passavano sotto il motore numero 2 poiché dovevano raggiungere gli attuatori idraulici dei timoni di profondità. Gli ispettori trovarono i tubi dei tre sistemi idraulici tranciati in più punti. L'analisi dei tubi rilevò che erano presenti tracce di titanio compatibili con il disco della ventola del motore numero 2. I serbatoi idraulici di tutti e tre gli impianti vennero ritrovati vuoti. A causa del danno ai sistemi idraulici i comandi principali del velivolo risultarono bloccati

### Le cause
La commissione di inchiesta stabilì che il disco facente parte della ventola si ruppe per fatica. Il disco è costruito in titanio che, se fuso, può creparsi mentre si raffredda a contatto con l'aria; per ovviare a questo problema la General Electric utilizzava un procedimento complesso che comportava la fusione sotto vuoto del materiale per due volte e successivamente venivano effettuati esami non distruttivi per verificare la assenza di impurezze e microinclusioni d'aria. Nel pezzo sotto esame vennero rilevate delle irregolarità e il pezzo venne fuso nuovamente. Non tutte le crepature però furono rilevate e alcuni difetti rimasero. I difetti causarono delle microfratture nel titanio che si estendevano ogni volta che il motore veniva acceso e raggiungeva la temperatura di esercizio.
Sul volo United Airlines 232, sedici anni dopo che il disco venne usato la prima volta, le microfratture divennero così estese che il disco si spaccò a metà.
Le probabili cause dell'incidente possono quindi essere raccolte nei seguenti punti:
- Controlli inadeguati da parte della United Airlines nell'identificare la situazione critica del disco della ventola poiché durante l'ultima ispezione effettuata nell'aprile 1988 al motore era presente una crepa lunga 1,3 cm che non venne però rilevata.
- Le microfratture erano già presenti subito dopo la fusione del disco e non vennero rilevate dal sistema ad ultrasuoni.
- La rottura del disco portò alla rottura delle tubazioni del sistema idraulico superando le misure di sicurezza adottate dalla McDonnell Douglas durante la progettazione del velivolo.

L'NTSB ha inoltre dedotto che, analizzate le circostanze, un atterraggio "sicuro" era praticamente impossibile.

## Conseguenze
L'indagine dell'NTSB, dopo le ricostruzioni dell'incidente nei simulatori di volo, ha ritenuto che l'addestramento per un evento del genere coinvolgesse troppi fattori per essere pratico. Sebbene fosse possibile un certo grado di controllo, non è stato possibile ottenere alcuna precisione e un atterraggio in queste condizioni è stato definito "un evento altamente casuale". I piloti esperti della United e della McDonnell Douglas non sono stati in grado di riprodurre un atterraggio in cui sia possibile sopravvivere; secondo un pilota della United che ha volato con Fitch, "la maggior parte delle simulazioni non è mai riuscita ad avvicinarsi al suolo". L'NTSB ha dichiarato che "date le circostanze, la prestazione dell'equipaggio di volo della UAL (United Airlines) è stata altamente encomiabile e ha ampiamente superato le ragionevoli aspettative."  Al momento dell'incidente, McDonnell Douglas aveva terminato la produzione dei DC-10, con l'ultimo dei questi furono consegnati alla Nigeria Airways durante l'estate del 1989. L'ultima versione passeggeri del DC-10 ha volato nel 2014, sebbene le versioni cargo abbiano continuato a operare fino alla fine del 2022.
Poiché questo tipo di controllo dell'aereo (con perdita di superfici di controllo) è difficile da ottenere per gli esseri umani, alcuni ricercatori hanno tentato di integrare questa capacità di controllo nei computer degli aerei fly-by-wire. I primi tentativi di aggiungere questa capacità agli aerei reali non ebbero molto successo; Il software era basato su esperimenti eseguiti in simulatori di volo dove i motori a reazione sono solitamente modellati come dispositivi "perfetti" con esattamente la stessa spinta su ciascun motore, una relazione lineare tra l'impostazione dell'acceleratore e la spinta e una risposta istantanea all'input. Successivamente, i modelli computerizzati sono stati aggiornati per tenere conto di questi fattori e aerei come il McDonnell Douglas F-15 STOL/MTD hanno volato con successo con questo software installato.

### Lavorazione del titanio
Il processo di produzione del titanio è stato modificato per eliminare il tipo di anomalia gassosa che fungeva da punto di partenza per la fessura. I lotti più recenti di titanio utilizzano temperature di fusione molto più elevate e un processo di "triplo vuoto" nel tentativo di eliminare tali impurità.

### Design degli aerei
I modelli più recenti come il McDonnell Douglas MD-11 hanno incorporato fusibili idraulici per isolare una sezione forata e prevenire una perdita totale di fluido idraulico. Dopo l'incidente dello United 232, tali fusibili furono installati nel sistema idraulico numero tre nell'area sotto il motore numero due su tutti gli aerei DC-10 per garantire che rimanesse una capacità di controllo sufficiente nel caso in cui tutte e tre le linee del sistema idraulico dovessero essere danneggiate nell'area di coda. Anche se il controllo dell'elevatore e del timone venisse perso, l'equipaggio sarebbe comunque in grado di controllare il beccheggio dell'aereo (su e giù) con il trim dello stabilizzatore e sarebbe in grado di controllare il rollio (sinistra e destra) con alcuni alettoni e spoiler dell'aereo. Sebbene non sia l'ideale, il sistema fornisce un controllo maggiore di quello disponibile per lo United 232.
La perdita di tutti e tre i sistemi idraulici rimaneva possibile se si verificavano danni gravi altrove, come quasi accadde a un DC-10-40F da carico nell'aprile 2002 durante il decollo a San Salvador quando uno pneumatico dell'ingranaggio principale esplose dopo aver investito una cascata di invertitore di spinta perduta. L'esteso danno all'ala sinistra ha causato la perdita totale di pressione dai sistemi idraulici numero uno e numero due. Il sistema numero tre era ammaccato ma non penetrato. L'NTSB ha quindi raccomandato alla FAA di "richiedere un'adeguata protezione dei componenti del sistema idraulico DC-10 nell'area dell'ala dai frammenti di pneumatici" mediante una migliore schermatura o l'aggiunta di fusibili in quest'area.

### Limitazioni per i bambini
Dei quattro bambini ritenuti troppo piccoli per aver bisogno di un posto proprio ("bambini in grembo"), uno è morto per inalazione di fumo. L'NTSB ha aggiunto una raccomandazione di sicurezza alla FAA nel suo "Elenco dei miglioramenti di sicurezza più richiesti" nel maggio 1999 suggerendo l'obbligo di trattenere in modo sicuro i bambini di età inferiore ai due anni, raccomandazione che è stata rimossa nel novembre 2006. L'incidente ha dato inizio a una campagna diretta dall'assistente di volo senior del volo United Flight 232, Jan Brown Lohr, affinché tutti i bambini abbiano posti a sedere sull'aereo.
L’argomentazione contro la richiesta di posti a sedere sull’aereo per i bambini di età inferiore ai due anni è il costo più elevato che una famiglia deve sostenere per dover acquistare un posto per il bambino, e questo costo più elevato motiverà più famiglie a guidare invece che a volare, e a correre un rischio molto maggiore. della guida (vedi Epidemiologia degli incidenti automobilistici). La FAA stima che un regolamento secondo cui tutti i bambini debbano avere un posto a sedere equivarrebbe, per la vita di ogni bambino salvata su un aereo, a 60 persone che muoiono in incidenti stradali.
Sebbene non sia più nell'elenco dei "più ricercati", fornire sistemi di ritenuta sugli aerei per i bambini di età inferiore ai due anni è ancora una pratica raccomandata dall'NTSB e dalla FAA, sebbene non sia richiesto dalla FAA a partire da maggio 2016. L'NTSB ha chiesto all'Organizzazione internazionale dell'aviazione civile renderà questo requisito effettivo nel settembre 2013.

### Gestione delle risorse dell'equipaggio
Da allora l'incidente è diventato un buon esempio di gestione delle risorse dell'equipaggio (CRM) di successo. Per gran parte della storia dell'aviazione, il capitano era considerato l'autorità finale e ci si aspettava che gli equipaggi rispettassero senza dubbio la sua esperienza. La situazione iniziò a cambiare nel corso degli anni '70, soprattutto dopo l'incidente del Volo United Airlines 173 del 1978 a Portland, Oregon, e il Disastro aereo di Tenerife. Il CRM, pur considerando il capitano come l'autorità finale, istruisce i membri dell'equipaggio a parlare quando rilevano un problema e istruisce i capitani ad ascoltare le preoccupazioni dell'equipaggio. La United Airlines istituì una classe CRM all'inizio degli anni '80. L'NTSB ha successivamente riconosciuto questa formazione come preziosa per il successo dell'equipaggio dello United 232 nella gestione dell'emergenza. La FAA ha reso obbligatorio il CRM dopo l'incidente.

### Onorificenza
Il comandante Alfred C. Haynes, il primo ufficiale William Records, il secondo ufficiale Dudley Dvorak e il comandante istruttore Dennis E. Fitch furono insigniti del Polaris Award 1990, una tra le più importanti decorazioni dedicate all'aviazione civile (istituita da Ifalpa, International Federation of Air Line Pilots' Associations) che viene riconosciuta agli equipaggi che si distinguono per atti di particolare abilità di volo o eroismo.

## Fattori che contribuiscono alla percentuale di sopravvivenza
Delle 296 persone a bordo, 112 furono uccise e 184 sopravvissero. Haynes in seguito identificò tre fattori relativi all’ora del giorno che aumentavano il tasso di sopravvivenza:
- L'incidente è avvenuto durante le ore diurne con bel tempo;
- L'incidente è avvenuto mentre si stava verificando un cambio di turno sia in un centro traumatologico regionale che in un centro regionale per ustioni a Sioux City, consentendo a più personale medico di curare i feriti;
- L'incidente è avvenuto mentre la Guardia Nazionale Aerea dell'Iowa era in servizio all'aeroporto di Sioux Gateway, consentendo a 285 membri del personale addestrato di assistere con il triage e l'evacuazione dei feriti.

Quando Haynes morì nell'agosto 2019, la United Airlines rilasciò una dichiarazione ringraziandolo per "i suoi sforzi eccezionali a bordo del volo UA232".
Come nel caso dell'incidente del Volo Eastern Air Lines 401 di un Lockheed L-1011 di dimensioni simili nel 1972, l'angolo di discesa relativamente basso probabilmente ha giocato un ruolo importante nel tasso di sopravvivenza relativamente alto. Il National Transportation Safety Board ha concluso che, date le circostanze, "un atterraggio sicuro era praticamente impossibile".

## IlVolo United Airlines 232nei media
Il volo 232 è stato analizzato nella puntata Sistema idraulico in panne dell'undicesima stagione del documentario Indagini ad alta quota trasmesso da National Geographic Channel e nella puntata Atterraggio d'emergenza della seconda stagione del documentario Quei secondi fatali trasmesso da National Geographic Channel.